# Diastictis tenera
Diastictis tenera là một loài bướm đêm trong họ Crambidae.